# Luisa Cervera
Luisa Haydee Cervera Cevedon (Lima, 4 de junio de 1964) es una exjugadora de voleibol de Perú.
Fue internacional con la Selección femenina de voleibol de Perú. Compitió en los Juegos Olímpicos de Los Ángeles 1984 y Seúl 1988, en la que Perú ganó la medalla de plata. Ganó el bronce en el Campeonato Mundial de Voleibol Femenino de 1986 disputado en Praga.
Es hermana menor de la también voleibolista María Amelia Cervera Cevedon. 